# كانونيكال المحدودة
كانونيكال المحدودة (بالإنجليزية: Canonical Ltd.)‏ هي شركة خاصة تأسست ويتم تمويلها من قبل مارك شاتلوورث، من أجل توفير الدعم المدفوع والخدمات المرتبطة بتوزيعة أبونتو المشاريع المتعلقة بها. كانونيكال مسجلة بجزيرة مان ولديها موظفين حول العالم، بجانب مكاتبها الرئيسية في لندن ومكتب الدعم في مونتريال.

## وصلات خارجية
- الموقع الرسمي